# Bundesautobahn 445
De Bundesautobahn 445 (BAB445), ook wel A445 genoemd, is een Duitse autosnelweg die de steden Hamm en Arnsberg met elkaar verbindt. De weg vormt tevens een belangrijke ontsluiting voor het Hochsauerland met de buitenwereld.
De snelweg begint ten noorden van de kleine stad Werl en loopt vervolgens via Wickede naar Neheim, vanwaar de snelweg vloeiend overloopt in de A46 naar Arnsberg en Brilon. Door deze vloeiende overgang wordt ook de afritnummering overgenomen.
De uitbouw ten noorden van Werl naar de A2 bij Hamm is voorlopig nog in de planningsfase. Tot die tijd moet het verkeer gebruik blijven maken van de B63, die de verbinding tussen de A2 en de A445 vormt.

## Congestie
Doordat de A445 uitsluitend een regionaal belang heeft, komen files zeer zelden voor. Het meeste verkeer vormt het dagelijkse woon-werkverkeer en in de winter trekt het ook wintersportverkeer aan dat op weg is naar Winterberg. Bij extreme vertragingen op de A44 wil het echter aan het einde van de snelweg bij Werl-Nord weleens vast lopen, omdat de A445 samen met de B63 en de A2 een alternatieve route vormt naar het Ruhrgebied.